# X&Y
X&Y ist das dritte Studioalbum der britischen Pop-Rock-Band Coldplay. Es erschien 2005 bei Parlophone.

## Hintergrund
Wie schon an ihren vorherigen Alben arbeiteten Coldplay wieder mit Produzent Ken Nelson zusammen. Die Produktion dauerte 18 Monate. Aufgezeichnet wurde das Album in acht verschiedenen Tonstudios, unter anderem in London, Liverpool, New York, Chicago und Los Angeles.
Die Band verarbeitete auf dem Album Einflüsse von Kraftwerk, David Bowie und Brian Eno. Insgesamt ist das Album elektronischer, aber auch eingängiger und ausgefallener als seine Vorgänger.

## Artwork

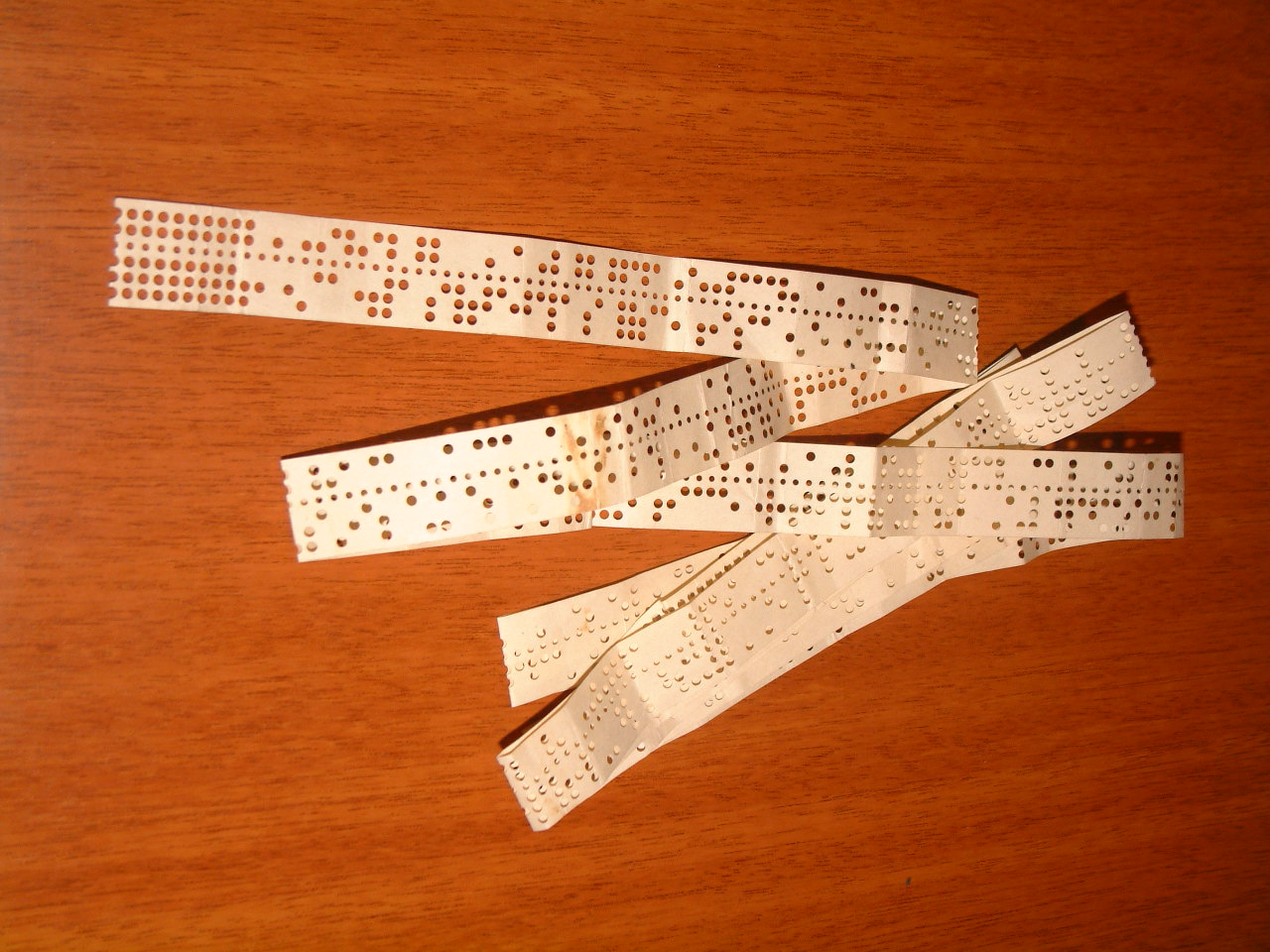
Der Baudot-Code diente als Grundlage für die Albumgestaltung

Das Cover des Albums wurde von Tappin Gofton entworfen, der bereits für Cover von The Chemical Brothers verantwortlich war.
Es stellt den Albumtitel X&Y in dem in der Telegraphie gebräuchlichen Baudot-Code in der Murray-Variante (CCITT-2) dar. Die Farben haben keine Bedeutung.
Die beiden äußeren Spalten zeigen die Codierung für X (11101) und Y (10101), die beiden inneren den Umschaltcode (11011) für den Sonderzeichenmodus und den – nach heutigem Verständnis – in einem Bit unkorrekten Code für das &-Zeichen (11010), jedoch war die Codierung der Sonderzeichen historisch uneinheitlich. Da vor dem Y die Umschaltung zurück in den Buchstabenmodus (11111) fehlt, müsste es als Sonderzeichen (‚6‘) und der ganze Code folglich als X96 interpretiert werden.
Die gestrichelte Trennlinie ist eine Reminiszenz an die frühe Baudot-Code-Variante (CCITT-1), in der die 5-Bit-Codes in 2er- und 3er-Gruppen aufgeteilt waren und mit Mittel- und Zeigefinger der linken Hand sowie mit Zeige-, Mittel- und Ringfinger der rechten Hand eingegeben wurden.
Auf den Covern der sechs Singles wurde der jeweilige Titel in gleicher Weise als Baudot-Code visualisiert. Er findet sich auch im Booklet des Albums wieder.

## Titelliste
1. Square One (Guy Berryman, Jonny Buckland, Will Champion, Chris Martin) – 4:47
2. What If (Guy Berryman, Jonny Buckland, Will Champion, Chris Martin) – 4:57
3. White Shadows (Guy Berryman, Jonny Buckland, Will Champion, Chris Martin) – 5:28
4. Fix You (Guy Berryman, Jonny Buckland, Will Champion, Chris Martin) – 4:54
5. Talk (Guy Berryman, Jonny Buckland, Will Champion, Chris Martin, Ralf Hütter, Karl Bartos, Emil Schult) – 5:11
6. X&Y (Guy Berryman, Jonny Buckland, Will Champion, Chris Martin) – 4:34
7. Speed of Sound (Guy Berryman, Jonny Buckland, Will Champion, Chris Martin) – 4:48
8. A Message (Guy Berryman, Jonny Buckland, Will Champion, Chris Martin) – 4:45
9. Low (Guy Berryman, Jonny Buckland, Will Champion, Chris Martin) – 5:32
10. The Hardest Part (Guy Berryman, Jonny Buckland, Will Champion, Chris Martin) – 4:25
11. Swallowed in the Sea (Guy Berryman, Jonny Buckland, Will Champion, Chris Martin) – 3:58
12. Twisted Logic (Guy Berryman, Jonny Buckland, Will Champion, Chris Martin) – 5:01
13. Till Kingdom Come (Guy Berryman, Jonny Buckland, Will Champion, Chris Martin) – 4:10 (Hidden Track)

### Bonustitel (Thailand)
1. Til Kingdom Come 4:11
2. Things I Don’t Understand 4:57
3. God Put A Smile Upon Your Face 4:59

### Bonustitel (Japan)
1. How You See the World (Guy Berryman, Jonny Buckland, Will Champion, Chris Martin) – 4:04

### Promo Bonus-CD (Großbritannien)
1. Interview 51:35 (Interview mit 22 Fragen an Coldplay zum Album X&Y)

### Bonus-DVD (Argentinien)
1. Things I Don’t Understand 4:54
2. Proof 4:12
3. The World Turned Upside Down 4:33
4. Pour Me (Live @ the Hollywood Bowl) 5:03
5. Sleeping Sun 3:07
6. Gravity 8:48
7. Speed Of Sound [Video]
8. Fix You [Video]
9. Talk [Video]
10. The Hardest Part [Video]
11. X&Y Track By Track Interview

### Tour Edition – Disc 2
In den Niederlanden, Australien und Japan wurde das Album als 2-CD-Set wiederveröffentlicht. CD 2 enthält die B-Seiten der Singles Speed of Sound, Fix You und Talk:
1. Things I Don’t Understand
2. Proof
3. The World Turned Upside Down
4. Pour Me (Live at the Hollywood Bowl)
5. Sleeping Sun
6. Gravity

## Singleauskopplungen
Die Single Speed of Sound wurde kurz vor dem Album veröffentlicht und schaffte es auf Anhieb in die Top 10 der US-amerikanischen Billboard Hot 100. Die letzte britische Band, der das gelungen war, waren die Beatles.
Nach Fix You, der zweiten Auskopplung aus dem Album, wurde das Lied Talk als Single veröffentlicht, das ein Sample aus Computerliebe von Kraftwerk enthält. Beim dazugehörigen Video führte Anton Corbijn Regie.
2006 wurden außerdem The Hardest Part mit einem Musikvideo, welches in Saint Petersburg aufgenommen wurde, ausgekoppelt.
Singles in den Charts

| Jahr          | Titel                     | Höchstplatzierung, Gesamtwochen, AuszeichnungChartplatzierungen (Jahr, Titel, , Platzierungen, Wochen, Auszeichnungen, Anmerkungen) | Höchstplatzierung, Gesamtwochen, AuszeichnungChartplatzierungen (Jahr, Titel, , Platzierungen, Wochen, Auszeichnungen, Anmerkungen) | Höchstplatzierung, Gesamtwochen, AuszeichnungChartplatzierungen (Jahr, Titel, , Platzierungen, Wochen, Auszeichnungen, Anmerkungen) | Höchstplatzierung, Gesamtwochen, AuszeichnungChartplatzierungen (Jahr, Titel, , Platzierungen, Wochen, Auszeichnungen, Anmerkungen) | Höchstplatzierung, Gesamtwochen, AuszeichnungChartplatzierungen (Jahr, Titel, , Platzierungen, Wochen, Auszeichnungen, Anmerkungen) | Anmerkungen                                                   |
| Jahr          | Titel                     | DE | AT | CH | UK | US | Anmerkungen                                                   |
| ------------- | ------------------------- | --- | --- | --- | --- | --- | ------------------------------------------------------------- |
| 2005          | Speed of Sound            | DE19 (14 Wo.)DE | AT23 (18 Wo.)AT | CH22 (15 Wo.)CH | UK2 Gold · (26 Wo.)UK | US8 Gold · (20 Wo.)US | Erstveröffentlichung: 11. Mai 2005 Verkäufe: + 1.067.500      |
| 2005          | Fix You                   | DE65 (11 Wo.)DE | AT58 (7 Wo.)AT | CH53 (4 Wo.)CH | UK4 ×4Vierfachplatin · (64 Wo.)UK                                                                                                   | US59 ×3Dreifachplatin · (7 Wo.)US                                                                                                   | Erstveröffentlichung: 2. September 2005 Verkäufe: + 6.517.500 |
| 2005          | Talk                      | DE29 (14 Wo.)DE | AT24 (19 Wo.)AT | CH28 (28 Wo.)CH | UK10 Silber · (14 Wo.)UK | US86 (6 Wo.)US | Erstveröffentlichung: 16. Dezember 2005 Verkäufe: + 200.000   |
| 2006          | The Hardest Part          | — | — | CH44 (16 Wo.)CH | — | — | Erstveröffentlichung: 6. April 2006                           |
| Promo-Singles |                           | | | | | |                                                               |
|               |                           | | | | | |                                                               |
| 2005          | Proof                     | — | — | — | — | — | Erstveröffentlichung: 7. Juni 2005                            |
| 2005          | Things I Don’t Understand | — | — | — | — | — | Erstveröffentlichung: 12. Juli 2005                           |
| 2006          | What If                   | — | — | — | — | — | Erstveröffentlichung: 26. Juni 2006 7″-Single                 |

### Speed of Sound
1. Speed of Sound
2. Things I Don’t Understand
3. Proof

### Fix You
1. Fix You
2. The World Turned Upside Down
3. Pour Me (Live at the Hollywood Bowl)
4. Fix You (Video)

### Talk
CD-Single
1. Talk (Radio Edit)
2. Sleeping Sun

7″-Vinyl-Single
1. Talk
2. Gravity

DVD-Single
1. Talk (Radio Edit)
2. Gravity
3. Talk (Video)
4. Speed of Sound (Video)
5. Talk (Making of the Video)

Niederländisches 3-CD-Set
- CD 1

1. Talk (Radio Edit)

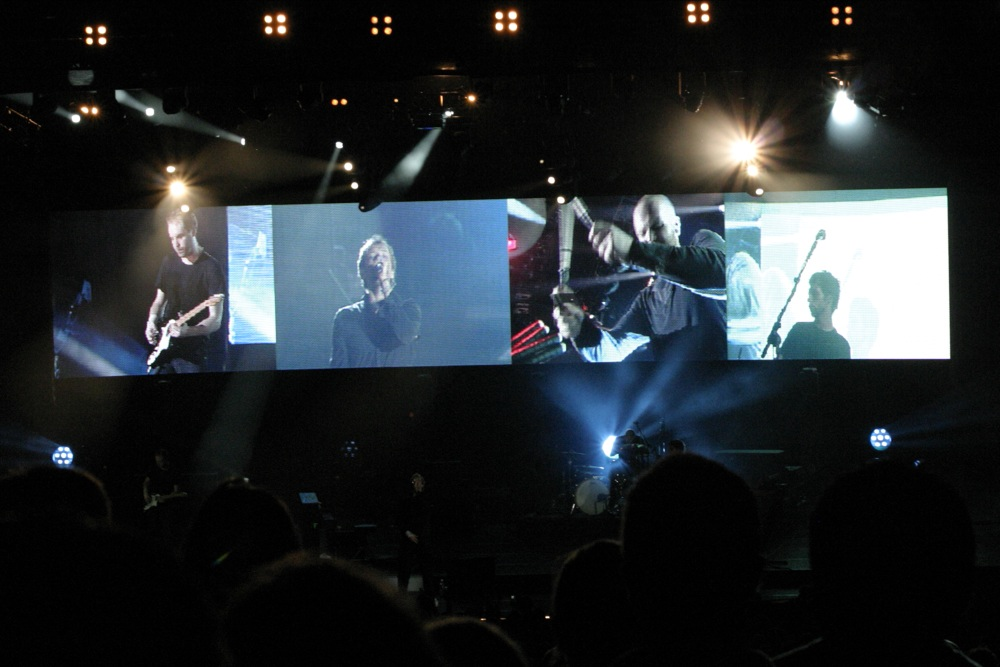
Coldplay spielen Talk bei einem Konzert in Kansas (2005)

2. Swallowed in the Sea (Live in Holland)
3. God Put a Smile Upon Your Face (Live in Holland)

- CD 2

1. Talk (Album Version)
2. Square One (Live in Holland)
3. Clocks (Live in Holland)

- CD 3

1. Talk (Live in Holland)
2. Till Kingdom Come (Live in Holland)
3. Fix You (Live in Holland)

Australische CD-Single
1. Talk
2. Sleeping Sun
3. Gravity

### The Hardest Part
1. The Hardest Part
2. How You See the World (Live from Earl’s Court)

## Kommerzieller Erfolg

### Chartplatzierungen
| ChartsChartplatzierungen       | Höchstplatzierung | Wochen |
| ------------------------------ | ----------------- | ------ |
| Deutschland (GfK)              | 1 (64 Wo.)        | 64     |
| Österreich (Ö3)                | 1 (58 Wo.)        | 58     |
| Schweiz (IFPI)                 | 1 (58 Wo.)        | 58     |
| Vereinigte Staaten (Billboard) | 1 (67 Wo.)        | 67     |
| Vereinigtes Königreich (OCC)   | 1 (111 Wo.)       | 111    |

| ChartsJahrescharts (2005)      | Platzierung |
| ------------------------------ | ----------- |
| Deutschland (GfK)              | 6           |
| Österreich (Ö3)                | 8           |
| Schweiz (IFPI)                 | 2           |
| Vereinigte Staaten (Billboard) | 14          |
| Vereinigtes Königreich (OCC)   | 2           |

| ChartsJahrescharts (2006)      | Platzierung |
| ------------------------------ | ----------- |
| Deutschland (GfK)              | 37          |
| Vereinigte Staaten (Billboard) | 89          |
| Vereinigtes Königreich (OCC)   | 49          |

### Auszeichnungen für Musikverkäufe
X&Y verkaufte sich laut Quellenangaben weltweit mehr als 13 Millionen Mal, davon sind über 9,4 Millionen Einheiten mit Schallplattenauszeichnungen belegt.
| Land/Region                  | Auszeichnungen für Musikverkäufe (Land/Region, Auszeichnung, Verkäufe) | Verkäufe    |
| ---------------------------- | ---------------------------------------------------------------------- | ----------- |
| Argentinien (CAPIF)          | 5× Platin                                                              | 200.000     |
| Australien (ARIA)            | 6× Platin                                                              | 420.000     |
| Belgien (BRMA)               | 2× Platin                                                              | (100.000)   |
| Brasilien (PMB)              | Gold                                                                   | 50.000      |
| Dänemark (IFPI)              | 6× Platin                                                              | (120.000)   |
| Deutschland (BVMI)           | 3× Platin                                                              | (600.000)   |
| Europa (IFPI)                | 5× Platin                                                              | 5.000.000   |
| Finnland (IFPI)              | Platin                                                                 | (34.222)    |
| Frankreich (SNEP)            | 2× Platin                                                              | (400.000)   |
| Griechenland (IFPI)          | Gold                                                                   | (10.000)    |
| Irland (IRMA)                | 8× Platin                                                              | (120.000)   |
| Italien (FIMI)               | Platin                                                                 | (50.000)    |
| Japan (RIAJ)                 | Gold                                                                   | 100.000     |
| Kanada (MC)                  | 5× Platin                                                              | 500.000     |
| Mexiko (AMPROFON)            | Platin                                                                 | 100.000     |
| Neuseeland (RMNZ)            | 6× Platin                                                              | 90.000      |
| Niederlande (NVPI)           | Platin                                                                 | (80.000)    |
| Österreich (IFPI)            | Platin                                                                 | (30.000)    |
| Portugal (AFP)               | 2× Platin                                                              | (40.000)    |
| Russland (NFPF)              | Gold                                                                   | (10.000)    |
| Schweden (IFPI)              | Platin                                                                 | (60.000)    |
| Schweiz (IFPI)               | 2× Platin                                                              | (80.000)    |
| Spanien (Promusicae)         | 2× Platin                                                              | (200.000)   |
| Vereinigte Staaten (RIAA)    | 3× Platin                                                              | 3.000.000   |
| Vereinigtes Königreich (BPI) | 9× Platin                                                              | (2.800.000) |
| Insgesamt                    | 4× Gold · 71× Platin ·                                                 | 9.470.000   |

Hauptartikel: Coldplay/Auszeichnungen für Musikverkäufe